# بخش مرکزی شهرستان بستان‌آباد

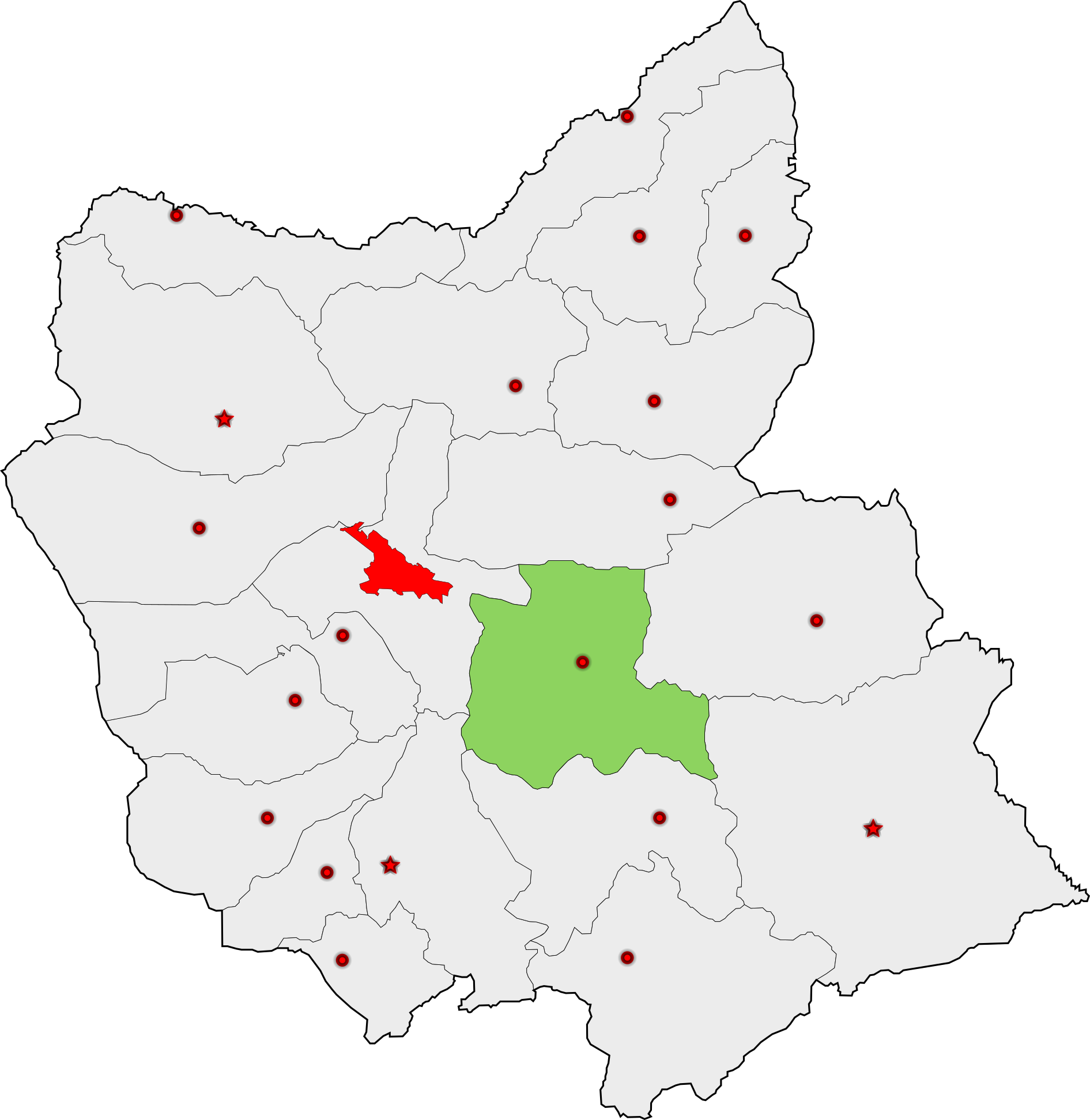
نمایی از نقشهٔ بخش مرکزی شهرستان بستان‌آباد - ۲۰۲۱

بخش مرکزی شهرستان بستان‌آباد یکی از بخش‌های تابعه شهرستان بستان‌آباد در استان آذربایجان شرقی در شمال غربی ایران است.

## تقسیمات کشوری
- بخش مرکزی شهرستان بستان‌آباد
  - دهستان اوجان غربی
  - دهستان شبلی
  - دهستان قوریگل
  - دهستان مهرانرود جنوبی
  - دهستان مهرانرود مرکزی

شهرها: بستان‌آباد

## جمعیت
بنابر سرشماری مرکز آمار ایران، جمعیت بخش مرکزی شهرستان بستان آباد در سال ۱۳۸۵ برابر با ۶۹۹۳۱ نفر بوده است.